# Уњатин
Уњатин (слч. Uňatín) насељено је мјесто са административним статусом сеоске општине (слч. obec) округу Крупина, у Банскобистричком крају, Словачка Република.

## Становништво
| Година:    | 1994. | 2004.   | 2014.   | 2024.   |
| ---------- | ----- | ------- | ------- | ------- |
| Број људи: | 214   | 196     | 184     | 175     |
| Разлика:   |       | -8,41 % | -6,12 % | -4,89 % |

| Година:    | 2023. | 2024.   |
| ---------- | ----- | ------- |
| Број људи: | 180   | 175     |
| Разлика:   |       | -2,77 % |

Према подацима о броју становника из 2024. године насеље је имало 175 становника.